# Lagoa do Fogo
Lagoa do Fogo (portugiesisch ‚Feuerlagune‘) ist ein See in Portugal auf der Azoren-Insel São Miguel im Kreis Vila Franca do Campo. Der Kratersee liegt in der Inselmitte in der inneren Caldera des Schichtvulkans Água de Pau und entstand 1563 nach einem Ausbruch des Pico da Sapateira, den es seitdem nicht mehr gibt.
Der See befindet sich auf einer Höhe von 575 m über dem Meeresspiegel und zählt damit entgegen häufiger Verlautbarung nicht zu den höchstgelegenen Seen der Insel, sondern eher zu den tiefer liegenden. Er ist mit einer Fläche von  1,36 km² der drittgrößte See São Miguels und mit 30 m Tiefe der zweittiefste. Noch aus der Entstehungszeit ist im Tiefenwasser des Sees Kohlendioxid in flüssiger Form eingeschlossen. Das Seewasser hat einen niedrigen pH-Wert, trotzdem leben Fische und Amphibien im See. In seichten Tümpeln im Randbereich laichen der Iberische Wasserfrosch und der Alpen-Kammmolch.
Der See liegt in einer Gebirgszone, die kaum besiedelt ist und zudem behördlich gegen Verbauung geschützt ist. In der Umgebung gibt es noch  endemischen Lorbeerwald (Laurisilva), der im wärmeren Tertiär auch in Europa und im übrigen Mittelmeerraum heimisch war. Die Vegetation umfasst eine Vielfalt azoreanischer Endemiten. Dazu zählen neben dem Lorbeer Laurus azorica, auch der Wacholder Juniperus brevifolia, die Baumheide Erica azorica, der Faulbaum Frangula azorica, sowie das Johanneskraut Hypericum foliosum und die Wolfsmilch Euphorbia stygiana.
Die Gegend gilt als Vogelparadies. Trotz der Entfernung zum Meer nisten hier Seevögel wie die Fluss-Seeschwalbe (Sterna hirundo) und der atlantische Vertreter der Mittelmeermöwe Larus michahellis atlantis. Aber auch azoreanische Unterarten von Landvögeln wie der Mäusebussard Buteo buteo rothschild, die Ringeltaube Columba palumbus azorica, die Amsel Turdus merula azorensis und die Gebirgsstelze Motacilla cinerea patriciae leben am Ort.
Dieser seltene Lebensraum wurde 1974 als Naturschutzgebiet ausgewiesen, das zurzeit eine Fläche von 5,07 km² umfasst. Zudem ist das Gebiet Teil des Natura-2000-Netzes.
Die Umweltbedingungen des Sees sind verglichen mit anderen Seen der Insel günstig. Dennoch ist auch hier der Nährstoffgehalt so hoch, dass das Wasser als mesotroph eingeordnet wird.

## Galerie

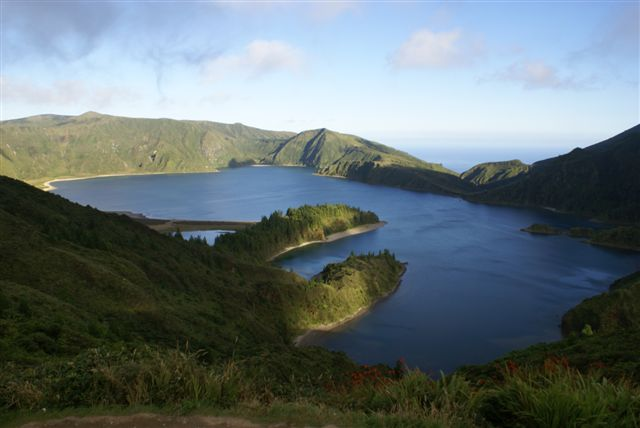
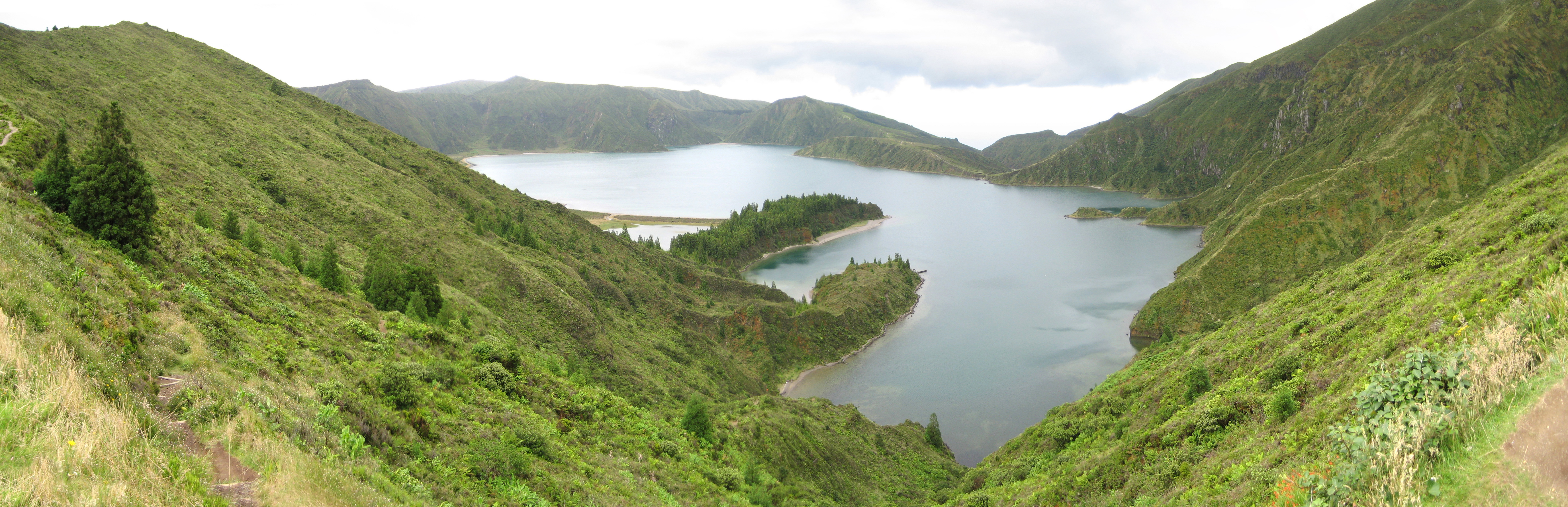
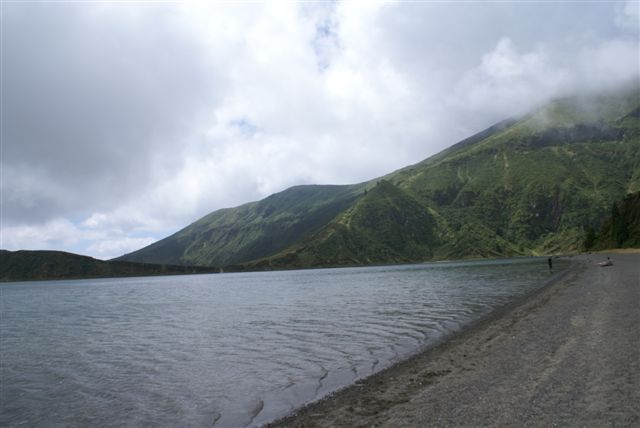
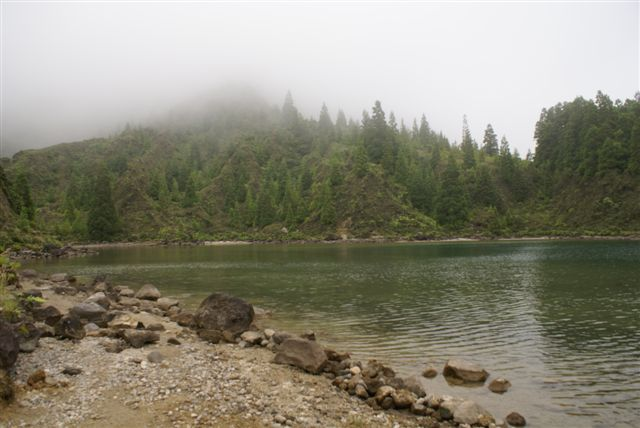
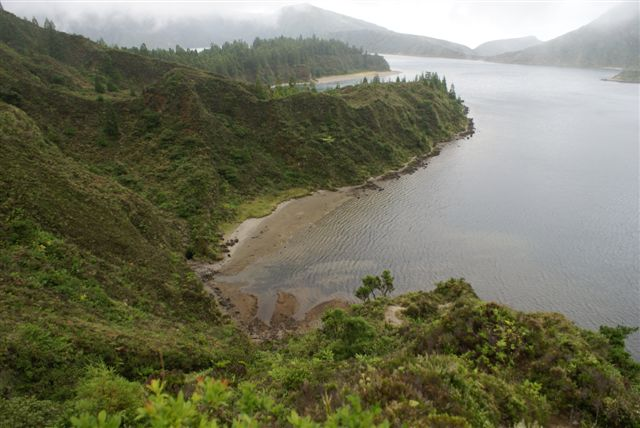
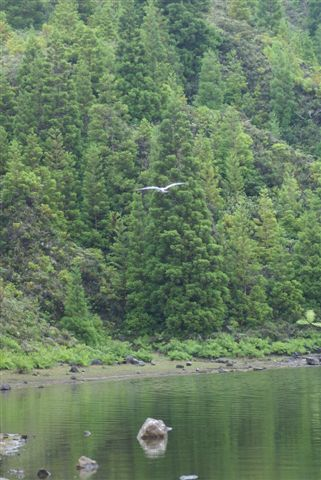
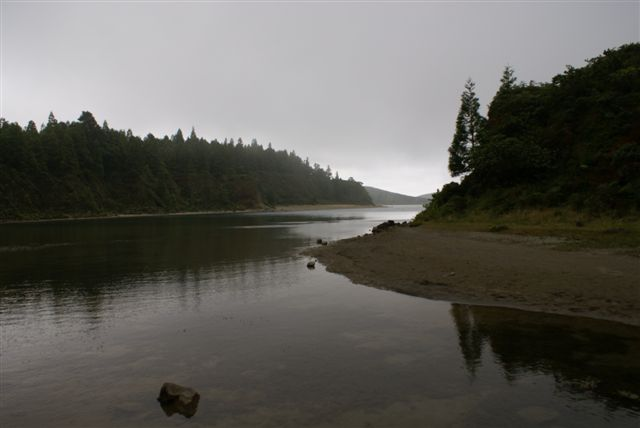
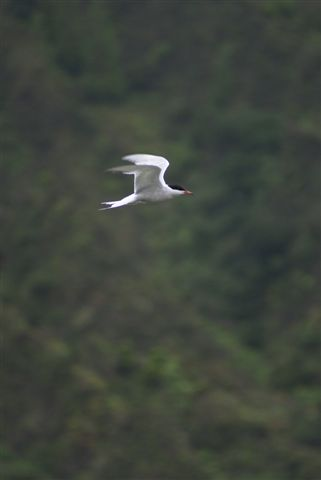